# Бензотриазол
1,2,3-Бензотриазо́л (азимидобензол) — гетероциклическое органическое соединение с химической формулой C6H5N3. Применяется в фотографии как антивуалирующее средство, в промышленности как ингибитор коррозии, а также в аналитической химии.

## Физические свойства
Бесцветные или белые (иногда более тёмные, вплоть до коричневого) кристаллы игольчатой формы. Хорошо растворяется в спирте, бензоле, толуоле, метаноле, в воде практически нерастворим.
Температуру плавления 96—98,5 °C. При 210 °C самовоспламеняется.

## Химические свойства
Молярная масса 119,13 г/моль. Бензотриазол проявляет амфотерные свойства. Может как протонироваться по положению 3, образуя соли с кислотами, так и депротонироваться по положению 1, например:
Алкилирование бензотриазола идёт по положению 1, с избытком алкилирующего агента образуются 1,3-диалкилбензотриазолиевые соли. Электрофильное замещение происходит в позиции 4 либо 7 в кислой среде. Образует 1,2,3-триазол-4,5-дикарбоновую кислоту в реакции с перхлоратами и перманганатом калия.

## Получение
Получают 1,2,3-бензотриазол диазотированием о-фенилендиамина:
Аналогичным образом из о-фенилендиаминов получают и 1-замещённые производные, для получения 2-замещённых применяют окисление о-аминоазосоединений.

## Применение

### В качестве ингибитора коррозии
Бензотриазол — эффективный ингибитор коррозии для меди и её сплавов. При погружении медной или изготовленной из медных сплавов детали в раствор бензотриазола на её поверхности образуется пассивирующий слой, состоящий из комплекса между медью и бензотриазолом, предотвращающий коррозию. Этот слой нерастворим в воде и многих органических растворах, причём чем толще этот слой, тем эффективнее защита. Структура пассивирующего соединения недостаточно изучена, предполагается, что она представляет собой координационный полимер, изображённый на рисунке.

### В фотографии
В фотографии бензотриазол используют как антивуалирующее вещество.
Антивуалирующие свойства бензотриазола и его производных обусловлены двумя механизмами. Во-первых, они повышают энергию активации восстановления галогенидов серебра проявляющим веществом. Во-вторых, они заметно замедляют скорость диффузии ионов Ag+ как внутрь микрокристалла галогенида серебра, так и по его поверхности, что, в свою очередь, замедляет процесс восстановления этих ионов на сульфидах и зародышах металлического серебра. Оба этих механизма приводят к улучшению избирательности проявления.

### Другие применения
В аналитической химии бензотриазол применяют для выделения кадмия и никеля, для гравиметрического определения соединений меди(II), серебра(I), цинка(II), осмия(VIII), при титриметрическом определении соединений серебра(I).
Производные бензотриазола применяют для светостабилизации полимеров.